# ميثاق أثينا (1931)
ميثاق أثينا لعام 1931 ويُطلق عليه رسميًا ميثاق أثينا لترميم المعالم التاريخية هو بيان رسمي من سبعة نقاط تبنّاه مؤتمر المعماريين والتقنيين الدولي الأول للمعالم التاريخيّة، والذي انعقد في العاصمة اليونانيّة أثينا عام 1931 تحت رعاية عصبة الأمم. أهميّة الميثاق تكمن في كونه أول محاولة للتعامل مع شؤون الحفاظ المعماري على المستوى الدولي. وعلى الرغم من أن التوصيات كانت مبدئيّة، إلا أنه لم يتم إعادة النظر بها في المؤتمر الدولي الثاني الذي عُقد في مدينة البندقيّة الإيطاليّة عام 1964.

## التوصيات
- إنشاء منظمات لاستشارة الترميم.
- ضمان مراجعة المشاريع مع وجود نقد مُطّلع.
- وضع تشريعات وطنية للحفاظ على المواقع التاريخية.
- إعادة دفن الحفريّات المُكتَشفة التي لم تُرمِّم.
- السماح باستخدام تقنيّات مواد حديثة في أعمال الترميم.
- وضع المواقع التاريخيّة تحت حماية الحراسة.
- حماية المناطق المُحيطة بالمواقع التاريخيّة.

## وصلات خارجية
- ميثاق أثينا لترميم المعالم التاريخية (بالإنجليزية)
- مساق الحفاظ المعماري، قسم الهندسة المعماريّة - الجامعة الإسلاميّة غزة